# Kipeá
El kipeá (quipea), o kariri és una llengua karirí extinta del Brasil. De vegades es considera un dialecte d'una sola llengua karirí. Hi ha un tractament gramatical curt.

## Documentació
El kipeá està ben documentat per Luiz Mamiani, un sacerdot jesuïta que va escriure una gramàtica i un catecisme de la llengua kipeá a finals del 1600.

## Gramàtica
La  morfologia de la llengua kipeá és predominantment aïllant i analítica, inusuals per a una llengua pròpia d'Amèrica.

## Fonologia
Fonologia de la llengua kipeá:
|            |            | Labial | Alveolar | Palatal | Velar | Glotal |
| ---------- | ---------- | ------ | -------- | ------- | ----- | ------ |
| Oclusiva   | sorda      | p      | t        |         | k     |        |
| Oclusiva   | sonora     | b      | d        |         | ɡ     |        |
| Nasal      | Nasal      | m      | n        | ɲ       |       |        |
| Africada   | sorda      |        | t͡s       | t͡ʃ      |       |        |
| Africada   | sonora     |        | d͡z       | d͡ʒ      |       |        |
| Fricativa  | Fricativa  |        | s        |         |       | h      |
| Aproximant | Aproximant |        |          | j       |       |        |

Una oclusiva sonora [ɡ] pot tenir un al·lòfon de [ŋ].
|         | Frontal | Central | Posterior |
| ------- | ------- | ------- | --------- |
| Alta    | i       | ɨ       | u         |
| Mitjana | e ẽ     |         | o õ       |
| Oberta  |         | a ã     | ɑ̃         |